# Jade Jones
Jade Jones (n. 21 martie 1993, Bodelwyddan⁠(d), Denbighshire, Țara Galilor, Regatul Unit) este o sportivă ce a reprezentat Regatul Unit al Marii Britanii și al Irlandei de Nord, medaliată olimpică. A participat la 3 ediții ale Jocurilor Olimpice (2012, 2016, 2020) în care a câștigat o medalie de aur.